# Chen Shimei e Qin Xianglian
Chen Shimei (陈世美) é um personagem da ópera chinesa e uma palavra-chave na China para um homem sem coração e infiel. Ele era casado com Qin Xianglian (秦香莲). Chen Shimei traiu Qin Xianglian ao se casar com outra mulher e tentou matá-la para encobrir seu passado. Este casal fictício também é popular nas lendas.

## História

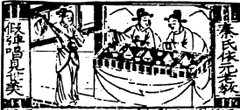
Uma ilustração de uma cópia de 1594 do romance Casos Legais de Cem Famílias Julgadas por Dragon-Design Bao (包 龍 圖 判 百家 公案) retratando Chen Shimei em um banquete ouvindo sua esposa abandonada, Lady Qin, disfarçada de tocador de pipa

“Edição ilustrada dos julgamentos de cem casos legais de Bao Zheng ” (增 像 包 龙 图 判 百家 公案), “Casos de Bao Zheng” (包 公案) em suma, publicado em 1595 já tinha a história de Chen Shimei cujos nomes de filhos eram iguais aos da ópera tradicional.
O personagem foi baseado nos registros históricos do tribunal do oficial do governo da dinastia Qing, Chen Shumei (陈 熟 美), cuja esposa era Qin Xinlian (秦馨蓮). Como Bao Zheng, Chen era um oficial honesto que acabou se tornando inimigo de outros oficiais corrompidos. Esses oficiais criaram dois personagens fictícios de marido e mulher baseados no casal, alterando os caracteres chineses intermediários de seus nomes reais e trouxeram Bao Zheng da era da dinastia Song para sua história fictícia para caluniar e difamar Chen Shumei e sua esposa Qin Xinlian.
Qin Xinlian apareceu pela primeira vez como Lady Qin (秦氏) sem um nome próprio (como a maioria das mulheres registradas na literatura da China imperial) na coleção de histórias de 1594 Casos Legais de Cem Famílias Julgadas por Dragon-Design Bao (包 龍 圖 判 百家 公案), História 26, "O Retorno do Fantasma de Lady Qin ao Exílio Shimei" (秦氏 還魂 配 世 美). Nesta versão, ela foi morta pelos assassinos de Chen, mas seu fantasma buscou justiça com "Dragon-Design Bao" ou Bao Zheng.  A história mais familiar às pessoas modernas não continha mais superstições e, em vez disso, o assassino de Chen, Han Qi (韓 琪), cometeu suicídio para deixar Qin escapar. 

## Na cultura popular
Um meme da Internet chamado "Ching Cheng Hanji" é o nome dado à música das Blaxy Girls chamada "If You Feel My Love (Chaow Remix)", que reproduz o verso "近前 看 其 详 上 写着 秦香莲 年三十 二岁 那 状告 当 朝 驸马 郎 欺君 王 瞒 皇上 那 悔婚 男儿 招 东 床 ", que se tornou popular no final de 2019. A canção costuma ser acompanhada de um clipe do curta Puss n 'Toots de Tom e Jerry, de 1942, que mostra Tom girando em uma vitrola com um disco na cabeça. Em 2021, a canção foi usada em outro meme, parodiando o proposto Sistema de Crédito Social Chinês, no qual são feitas perguntas sobre a China. Se eles forem respondidos de uma forma que se oponha à narrativa oficial fornecida pelo governo chinês (por exemplo, reconhecendo o Massacre da Praça Tiananmen ), a pessoa é repreendida e / ou punida. Da mesma forma, se alguém responder "corretamente", será recompensado com mais Créditos Sociais.